# عائشة إبراهيم
عائشة إبراهيم (18 أكتوبر 1944 - 17 سبتمبر 1992)، ممثلة كويتية. بدأت العمل الفني في عام 1963 عندما شاركت بأول عمل تلفزيوني لها.

## عن حياتها
ولدت في القبلة في مدينة الكويت، وانتقلت مع عائلتها بعد ذلك إلى حي الشرق. درست عند «المطوعة وضحة» في حي القبلة، وبعد ذلك درست في الثانوية ولكنها لم تكملها، وفي عام 1959 انتسبت إلى «معهد تدريب الفتيات» التابع لوزارة الشؤون الاجتماعية والعمل ودرست فيه لمدة ثلاث سنوات. وفي عام 1961 تزوجت من اللبناني عبد الله الحلو الذي أعجب بها بعد أن رآها تنزل من السيارة إلى المعهد. ولبس زوجها البشت في زفة إلى شارع خيطان ومشى في زفة العرس الفلكي صالح العجيري. وفي عام 1963 شارك في عملها المسرحي الأول وهو مسرحية حظها يكسر الصخر، ثم انتقلت بعد ذلك إلى التلفزيون وقدمت برنامج باسم «ديوانية التلفزيون»، وبعد ذلك قدمت مسرحية عشت وشفت من تأليف سعد الفرج وإخراج حسين الصالح، وفي عام 1964 إنضمت إلى «فرقة المسرح العربي» وقدمت مسرحية المخلب الكبير في عام 1965 من تأليف وإخراج صقر الرشود. في فبراير 1977 حصلت على «درع نجم المسرح العربي الأول»، وفي فبراير 1980 حصلت على الجائزة الفضية من فئة ب في دورها في مسرحية شالية السعادة التي قدمتها في عام 1979، وفي مارس 1989 حصلت على جائزة أفضل ممثلة في «المهرجان المسرحي المحلي الأول»، وقدمت عملين هما الركادة زينة وبندر في قطر. كما إنها شاركت بتأسيس «فرقة المسرح الحر» بمشاركة من الفنانين محمد جابر وعبد العزيز النمش وعبد الله خريبط وعبد الله المسلم وعبد العزيز الفهد. آخر أعمالها على المسرح كان مسرحية لولاكي 2 مع غانم الصالح ومريم الغضبان، وفي التلفزيون مسلسل الماضي وخريف العمر مع سعد الفرج والممثلة المصرية بوسي، وكلا العملين قدما بعام 1992.

## أعمالها

### من المسرحيات
| سنة الإنتاج | المسرحية           |
| ----------- | ------------------ |
| 1963        | حظها يكسر الصخر    |
| 1964        | عشت وشفت           |
| 1965        | المخلب الكبير      |
| 1965        | إغنم زمانك         |
| 1966        | الكويت سنة 2000    |
| 1967        | 24 ساعة            |
| 1968        | حط حيلهم بينهم     |
| 1969        | من سبق لبق         |
| 1969        | الليلة يوصل محقان  |
| 1970        | العلامة هدهد       |
| 1971        | حط الطير طار الطير |
| 1971        | مطلوب زوج حالا     |
| 1972        | عالم نساء ورجل     |
| 1973        | 30 يوم حب          |
| 1974        | التالي ما يلحق     |
|             | يلعب على الحبلين   |
| 1979        | شاليه السعادة      |
| 1983        | الأميرتين          |
| 1985        | فرحة أمة           |
| 1986        | أولاد جحا          |
| 1986        | عنترة بن شداد      |
| 1987        | شيكات بدون رصيد    |
| 1987        | الأوانس            |
| 1987        | فرسان بني هلال     |
| 1988        | أرض وقرض           |
| 1988        | أنيسة وونيس        |
| 1989        | إذا طاح الجمل      |
| 1989        | العصابة            |
| 1992        | لولاكي 2           |

### من المسلسلات
| سنة الإنتاج | المسلسل                            |  |
| ----------- | ---------------------------------- |  |
| 1964        | مذكرات بوعليوي                     |  |
| 1968        | الحدباء                            |  |
| 1971        | عائلة بومريان                      |  |
| 1972        | شرباكة                             |  |
| 1973        | الصوت المجهول                      |  |
| 1974        | ألوان من الحب                      |  |
| 1974        | أوراق الخريف سهرة                  |  |
| 1977        | شمعة تحترق                         |  |
| 1978        | أمي - سهرة                         |  |
| 1978        | العقاب                             |  |
| 1979        | فهد العسكر الرحلة والرحيل - ثلاثية |  |
| 1979        | زوج سعيد جدا جدا - سباعية          |  |
| 1980        | أشياء ضرورية                       |  |
| 1980        | علاء الدين                         |  |
| 1980        | العتاوية                           |  |
| 1982        | بدر الزمان                         |  |
| 1982        | أحلى الأيام                        |  |
| 1982        | مبارك                              |  |
| 1983        | الأسوار                            |  |
| 1983        | الجرح الجديد - رباعية تلفزيونية    |  |
| 1984        | إلى من يهمه الأمر                  |  |
| 1989        | الطماعون                           |  |
| 1989        | مسابقات رمضان                      |  |
| 1990        | للحياة بقية                        |  |
| 1992        | الماضي وخريف العمر                 |  |

## جوائز
- في فبراير من عام 1977 حصلت على درع نجم المسرح العربي الأول في «يوم المسرح العربي لتكريم الفنان المسرحي».
- في 21 فبراير 1980 حصلت على جائزة فضية (ب) عن دور ممثلة ثانية في مسرحية شاليه السعادة وذلك في احتفال «يوم المسرح العربي لتكريم الفنان المسرحي».
- في مارس من عام 1989 حصلت على جائزة أفضل ممثلة في «مهرجان الكويت المسرحي الأول».[5]

## وفاتها
أصيبت بمرض السرطان في عام 1990 وقد أجري لها عملية جراحية لإستئصال المرض وساهم الغزو العراقي للكويت في تأزم صحتها، بعد أن لم تجد الإمكانات في تلك الفترة لعلاجها وصمدت طيلة فترة الاحتلال. وبعد تحرير الكويت غادرت إلى لندن لإجراء عملية أخرى ولكن بعد فوات الأوان. وتدهورت صحتها ووافاها الأجل في 17 سبتمبر 1992.

## روابط خارجية
- عائشة إبراهيم على موقع قاعدة بيانات الأفلام العربية